# 아시아나항공 552편 지상 충돌 사고
아시아나항공 552편 지상 충돌 사건(영어: Asiana Airlines Flight 522)은 2018년 5월 13일 발생한 충돌사고다. 터키항공 969편은 에르칸 공항에서 돌아온 뒤, 218번 게이트로 이동하였는데, 파킹 라인을 30m 앞두고 잠시 멈췄다. 이때 택싱하던 아시아나항공의 우측 날개가 JMM의 수직미익을 강타하였다. 이 사고로 인해 HL7792는 우측 날개 끝부분이 파손되었고, JMM은 수직미익 거의 대부분과 러더까지 파손된 탓에 작동유까지 새어 나와 화재가 발생했으나 진화되었다.

## 사고 이후
아시아나항공측은 HL7775를 대체기로 투입했다. OZ552의 일부승객은 대한항공이나 터키항공으로 엔도스되었다. 국토교통부도 항공정책실 감독관과 항공철도사고조사위원회를 파견해 사고 경위 조사에 들어갔다.
아시아나항공의 HL7792는 HL7742처럼 스크랩 처리 예정이지만, 현지에서 수리 후 국내에 들어와 얼마 안 되어 다시 운항에 들어갔으나, 터키항공의 TC-JMM은 충돌로 인해 수직미익이 완벽하게 접히는 바람에 수직미익 교체 및 중정비 이후 6개월만에 복귀했다.